# Думитреску, Лиана
Лиа́на Думитре́ску (рум. Liana Dumitrescu; 20 января 1973, Крайова, жудец Долж, Олтения, Румыния — 27 января 2011, Бухарест, Румыния) — румынский политик и юрист.

## Биография
Лиана Думитреску родилась 20 января 1973 года в Крайове (жудец Долж, Олтения, Румыния). В 1996 году она окончила Бухарестский университет в области права.
В 1997—2004 годах была экспертом в Палате депутатов Румынии.
В 2000 году становится лидером Ассоциации македонцев в Румынии, а три года спустя стала вице-президентом этой ассоциации.
18 января 2011 года Лиана перенесла инсульт и скончалась от сердечного приступа 27 января около 9:30 утра в Бухаресте (Румыния). Ей было 38 лет.

## Награды
- Кавалер ордена Звезды Румынии (2011 год, посмертно)[2]
- Орден «За заслуги перед Македонией» (2011 год, посмертно, Македония)